# نام من ملک است
نام من ملک است (به ترکی استانبولی: Benim Adım Melek) یک مجموعه تلویزیونی درام ساخت ترکیه به کارگردانی Cem Akyoldaş است که توسط نیلوفر اوزچلیک و برفو ارگنکون نوشته شد. اولین قسمت آن در ۲۵ سپتامبر ۲۰۱۹ منتشر شد و تا 19 مه 2021 پخش آن ادامه داشت. 

## داستان
سریال ملک داستان غم‌انگیز زنی به نام «ملک» است که در جوانی از مراسم نامزدی خود با شخص خلیل فرار می‌کند و همراه آلپای که عاشقش است می‌رود. اما زندگی او دچار چالش می‌شود و رابطه‌اش با همسرش آلپای به مشکل برمی‌خورد. او که مادر سه فرزند شده‌است باید با این مشکلات کنار بیاید و بالاخره زمانی می‌رسد که همراه با فرزندانش دفنه، کرم و سعیدعلی به خانه پدری بر می‌گردد تا زندگی خود را دوباره بسازد. او قرار است با پدر و همه کسانیکه روزی آن‌ها را ترک‌کرده بود بار دیگر روبرو شود.

## پخش سریال
برای اولین بار در شبکه تی‌آرتی ۱ در ترکیه پخش شد. همچنین در شبکه DDTV به فارسی دوبله و پخش شد.